# Vườn quốc gia Loango
Vườn quốc gia Loango là vườn quốc gia nằm ở phía tây của Gabon. Nó bảo vệ môi trường sống ven biển đa dạng bao gồm một phần đầm phá Iguéla rộng 220 km² là ví dụ quan trọng nhất về vùng đầm phá Tây Phi.
Nó nằm giữa vùng đầm phá Ndogo và Nkomi, vườn quốc gia này được cho là địa điểm đẹp nhất bên bờ biển Tây Phi. Ngoài các đầm phá, nó còn bảo vệ hệ sinh thái của savan, rừng ven biển, bờ biển, đầm lầy, đại dương. Đây là nơi trú ẩn của nhiều loài động vật hoang dã quý hiếm gồm voi rừng châu Phi, trâu rừng châu Phi, hà mã, khỉ đột, báo hoa mai. Đặc biệt, đây là nơi tập trung số lượng loài động vật có vú biển nhiều thứ hai thế giới chỉ sau Nam Phi bao gồm cá heo, cá voi lưng gù, cá voi sát thủ.

## Hình ảnh

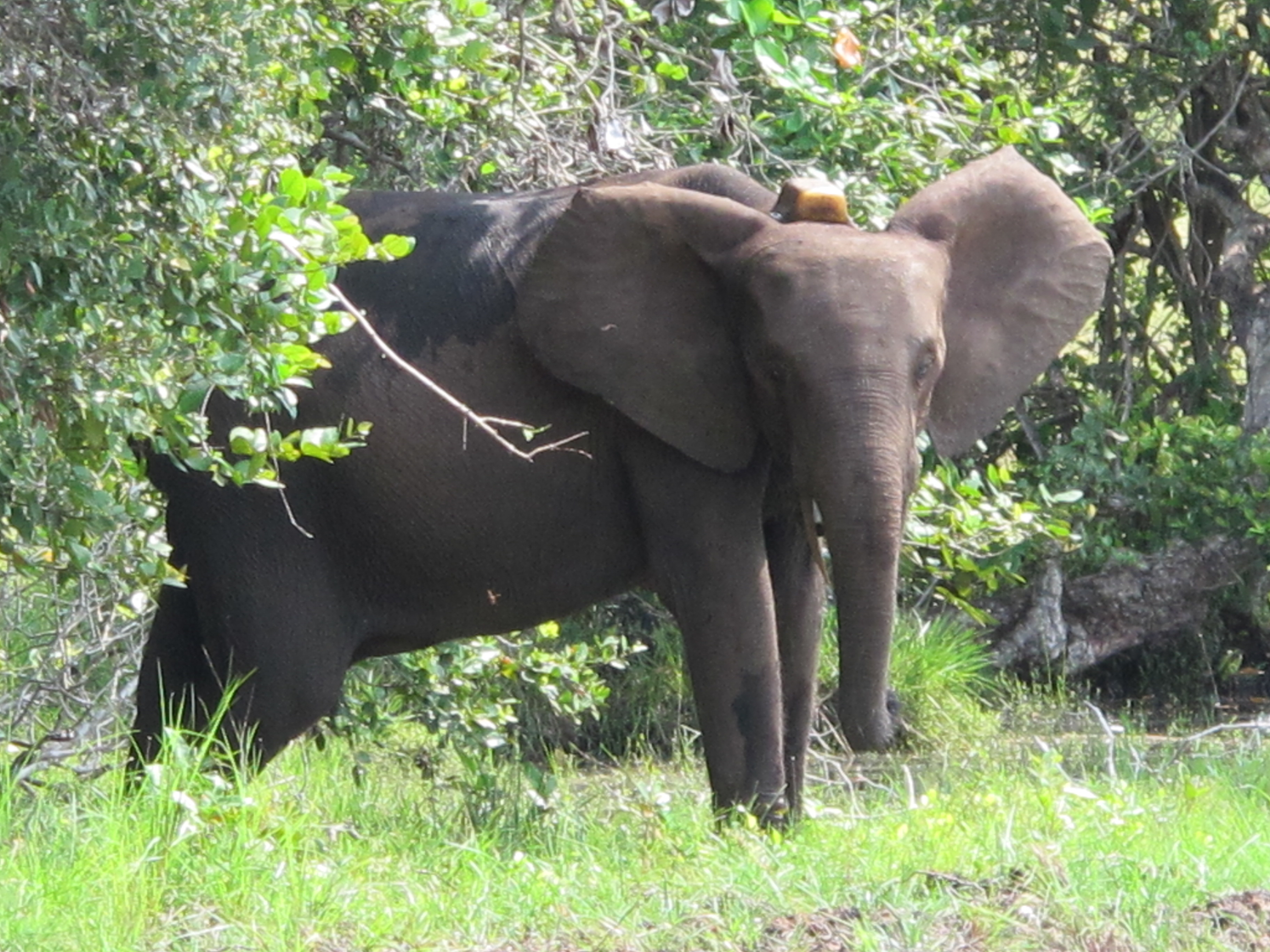
Voi rừng tại vườn quốc gia Loango
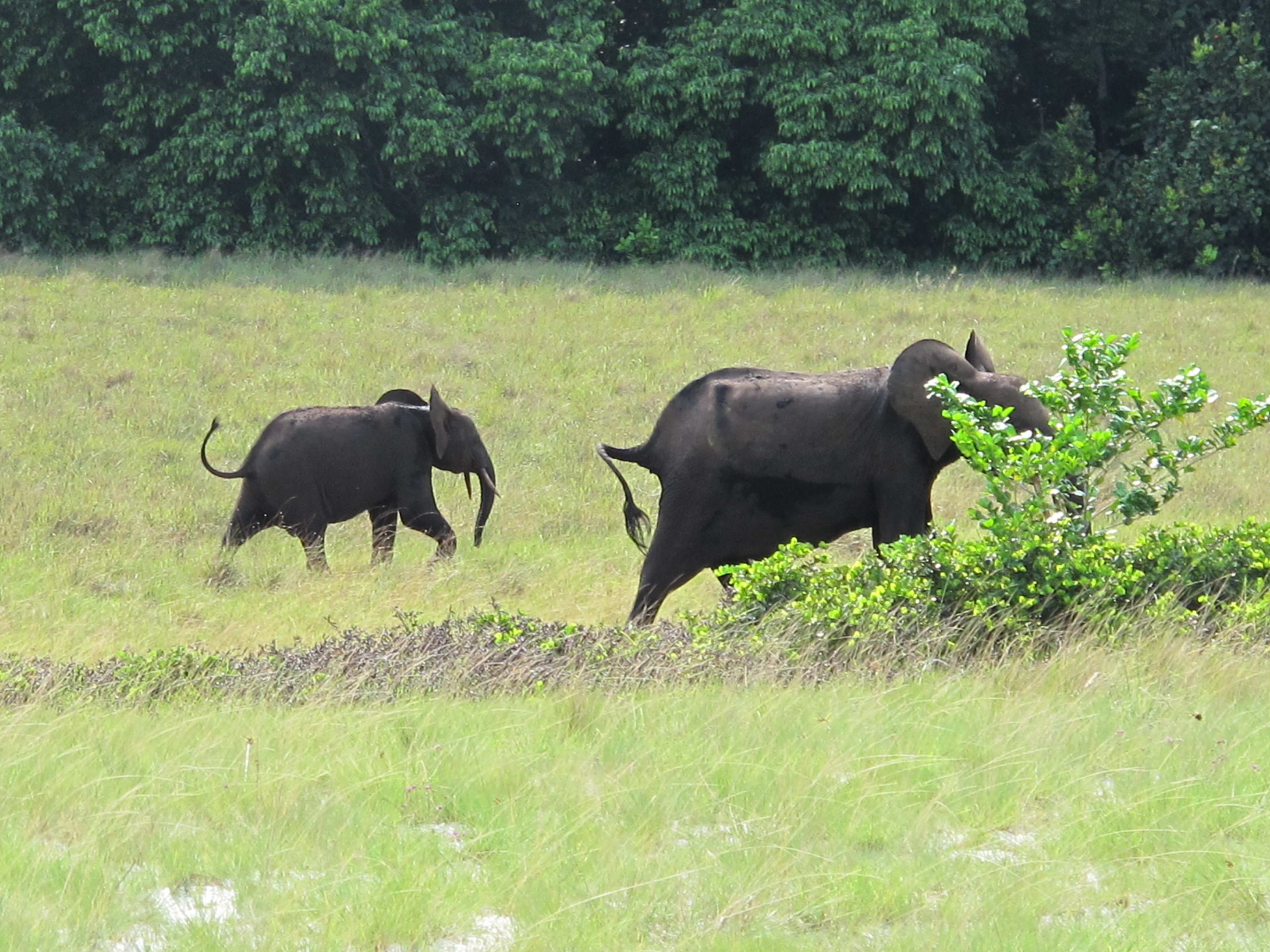
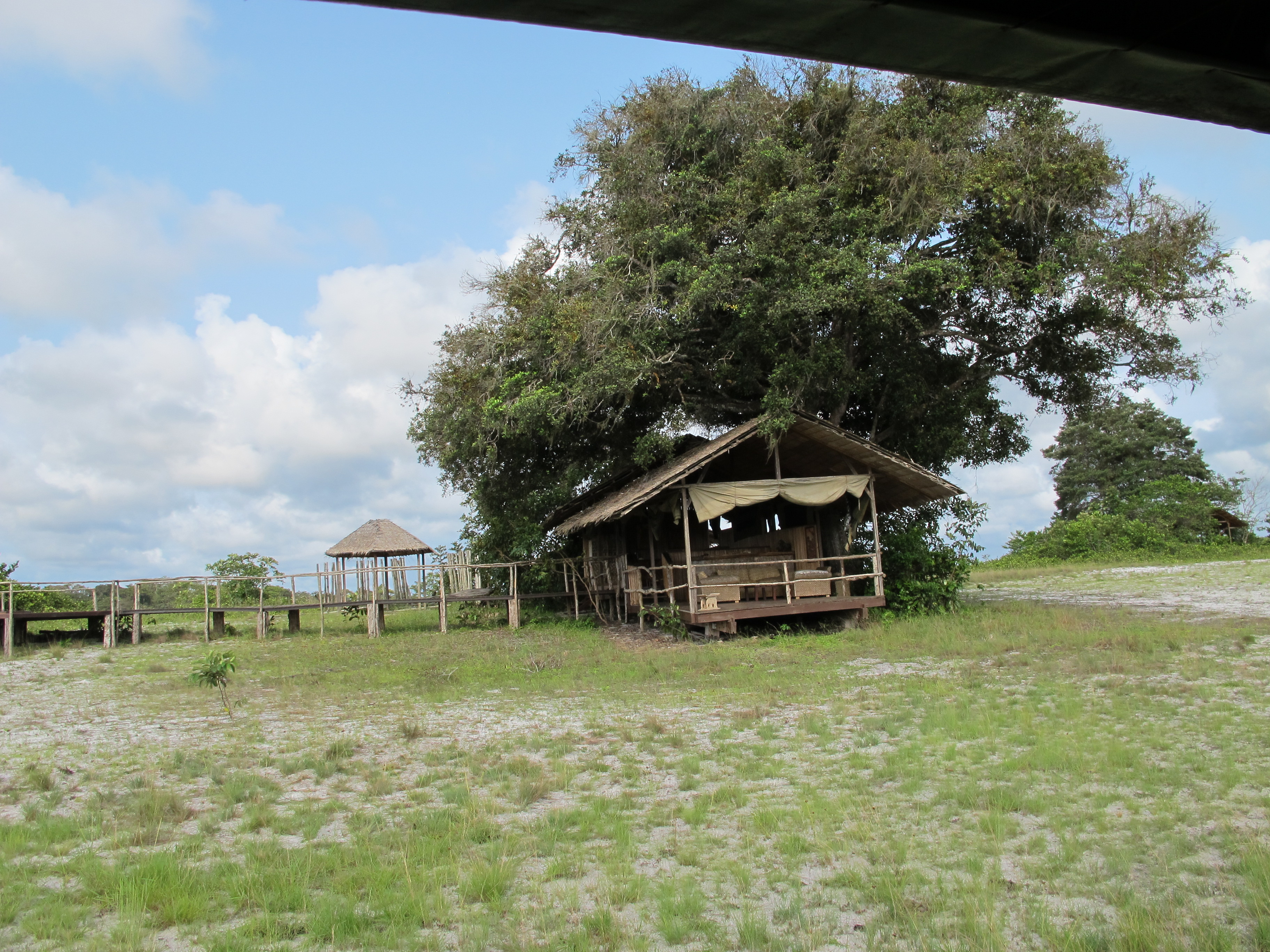
Khu cắm trại phía nam
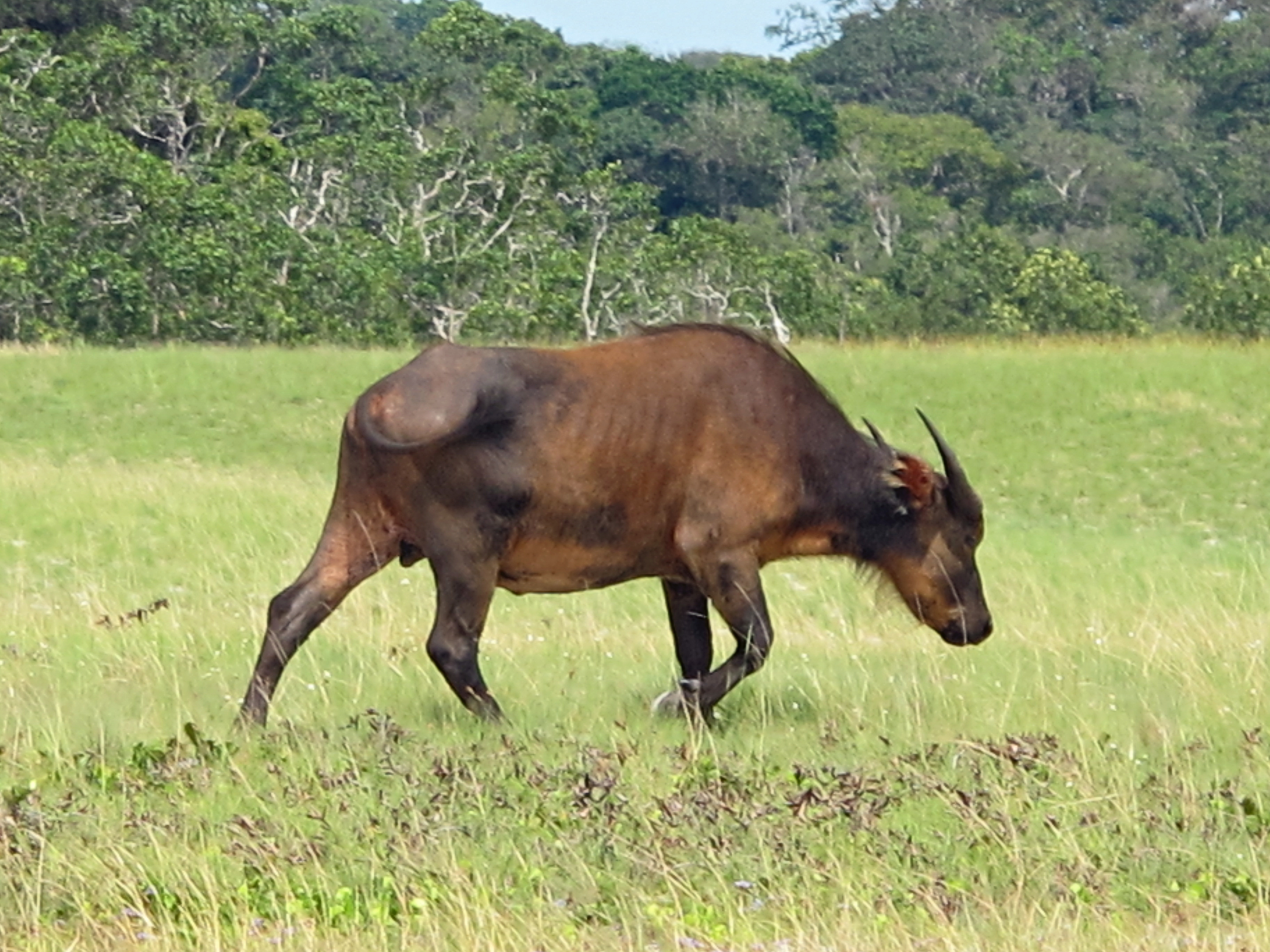
Một con trâu rừng đang đi lang thang
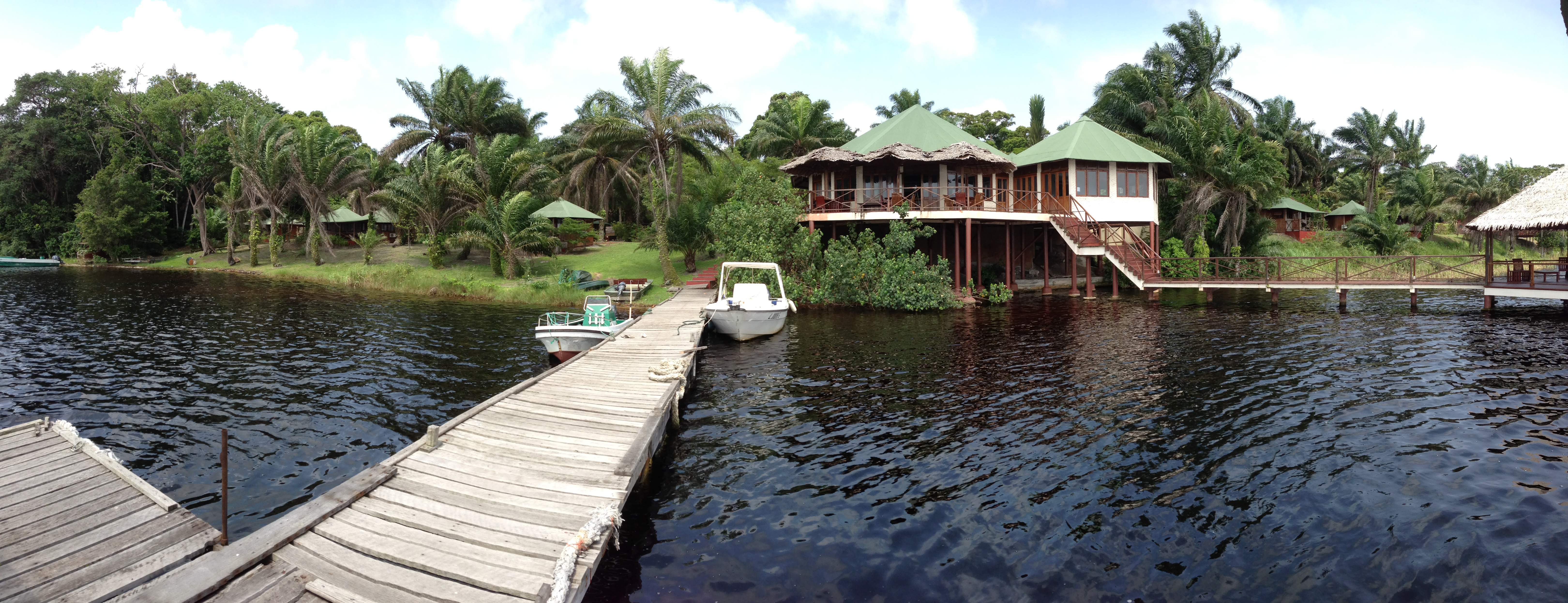
Một nhà nghỉ bên mặt nước